# منظمة الدول التركية
منظمة الدول التركية التي كانت تسمى سابقًا المجلس التركي أو مجلس التعاون للدول الناطقة بالتركية ؛ و هو منظمة دولية تضم الدول التركية ، أسس في 3 أكتوبر 2009 في نخجوان الدول الأعضاء هي أذربيجان وتركيا وكازاخستان وقيرغيزستان وأوزبكستان وكل من المجر وتركمانستان كعضو مراقب و في نوفمبر 2022 أنضمت جمهورية شمال قبرص كعضو مراقب   وكان الرئيس الكازاخي نور سلطان أول من طرح هذه الفكرة عام 2006، لتشكيل كيان يوحد دول الترك على غرار تكتلات دولية مثل الاتحاد الأوروبي وجامعة الدول العربية، ومن المنتظر أن ينضم للمجلس تركمانستان، وتقع أمانته العامة في إسطنبول 

## التاريخ
تأسست المنظمة في 3 أكتوبر 2009 باسم مجلس التعاون للدول الناطقة بالتركية (المجلس التركي)، بموجب اتفاقية ناخيتشيفان التي وقعتها أذربيجان، كازاخستان، قيرغيزستان، وتركيا. وفقًا لما ذكره خليل أكينجي، الأمين العام المؤسس للمنظمة، أصبح المجلس التركي أول تحالف طوعي للدول التركية في التاريخ.
في عام 2012، تم اعتماد علم المجلس التركي في قمته الثانية التي عقدت في بيشكك في 23 أغسطس 2012 وتم رفعه رسميًا في 12 أكتوبر 2012.  يجمع العلم بين رموز الدول الأعضاء المؤسسة الأربع: اللون الأزرق الفاتح لعلم كازاخستان الذي يذكر باللون الفيروزي التركي التقليدي، وشمس علم قيرغيزستان، ونجمة علم أذربيجان وهلال علم تركيا.
في 30 أبريل 2018، تم الإعلان عن انضمام أوزبكستان إلى مجلس التعاون للدول الناطقة بالتركية وحضور القمة المقبلة للمنظمة في بيشكك. تقدمت رسميًا بطلب للحصول على العضوية في 12 سبتمبر 2019.
كانت المجر بصفة مراقب منذ أواخر 2018، وقد تطلب العضوية الكاملة. حصلت تركمانستان على وضع المراقب في عام 2021.
في نوفمبر 2021، تم تغيير اسم المنظمة إلى منظمة الدول التركية.
يعد الهيكل الشامل لاتحاد البلديات للعالم التركي ذا أهمية كبيرة، حيث تُمثل فيه الحكومات المحلية لثلاثين دولة ومنطقة. كان المؤتمر السادس لاتحاد البلديات للعالم التركي في 10 يونيو 2022.
في عام 2022، تم قبول جمهورية قبرص الشمالية التركية كعضو مراقب في المنظمة.

## الأهداف
- تعزيز الثقة المتبادلة والصداقة بين الأطراف
- تطوير مواقف مشتركة بشأن قضايا السياسة الخارجية
- تنسيق الإجراءات الرامية إلى مكافحة الإرهاب الدولي والانفصالية والتطرف والجرائم عبر الحدود
- تعزيز التعاون الإقليمي والثنائي الفعال في جميع المجالات ذات الاهتمام المشترك
- خلق الظروف المواتية للتجارة والاستثمار
- تهدف لتحقيق نمو اقتصادي شامل ومتوازن، والتنمية الاجتماعية والثقافية
- توسيع نطاق التفاعل في مجالات العلوم والتكنولوجيا والتعليم والصحة والثقافة والرياضة والسياحة.
- تشجيع التفاعل بين وسائل الإعلام وغيرها من وسائل الاتصال
- تعزيز تبادل المعلومات القانونية ذات الصلة وتعزيز التعاون القانوني